# Sang nova
Sang nova és una novel·la de tesi escrita per Marià Vayreda i Vila, publicada l'any 1900. Tot i que fou publicada després de Records de la darrera carlinada, fou la primera novel·la que escrigué. Tanmateix, no va ser tan ben acollida com la seva primera novel·la publicada (Records de la darrera carlinada) i, de fet, és probablement la seva obra menys coneguda i la que conté una càrrega ideològica més important. La novel·la critica de manera bel·ligerant les conseqüències de la modernitat per a la societat del moment i com això afecta els valors tradicionals.
Es tracta d'una novel·la ambientada a la muntanya catalana i protagonitzada per Ramon de Montbrió. El text narra els diversos conflictes polítics, econòmics, socials i culturals del prtagonista relacionats amb les problemàtiques del tombant del segle xix al xx. Literàriament i narrativa, es tracta d'una novel·la inferior a la resta de l'autor, ja que es tracta d'una novel·la de tesi amb una forta càrrega ideològica i propagandística de manera que té un valor sobretot històric per entendre els conflictes i tensions d'una societat en transformació, a cavall de la Renaixença i el Modernisme. Destaca per l'apologia sense complexos i la defensa dels valors del passat com la família, el catolicisme, la terra i la jerarquia social pròpia del món rural.
Ja en la seva època, l'obra va ser durament complicada per la càrrega ideològica que presenta. En aquesta línia —tal com indica Margarida Casacuberta— Joaquim Ruyra va aconsellar Vayreda perquè deixés de banda l'adoctrinament polític i religiós. El resultat d'això, segons Casacuberta, és La punyalada, una obra en què l'autor aconsegueix reeixir en la recerca d'una veu i un estil propi.
L'any 2017 es publicà una nova edició Sang nova a la col·lecció «Josep Pla» de la Diputació de Girona, una col·lecció que recupera volums exhaurits o descatalogats. Margarida Casacuberta n'ha estat la curadora, adaptant al text a la normativa ortogràfica actual per tal d'apropar la novel·la als nous lectors.